# Mamelucos
Mamelucos, também chamados de mamalucos (em árabe: مملوك (singular), مماليك (plural); romaniz.:  mamlūk (singular), mamālīk (plural), mamlouk, mamluq, mamluke, mameluk, mameluke, mamaluke ou marmeluke; "propriedade", "escravo", "pajem", "criado"), eram mercenários escravizados, soldados escravos e ex-escravos não-árabes, de diversas origens étnicas (principalmente turcos, caucasianos, e povos do leste e sudeste europeu), que recebiam funções militares e administrativas de alto escalão, servindo as dinastias árabes e otomanas no mundo muçulmano.
O mais duradouro reino mameluco foi a classe militar de cavaleiros do Egito medieval, que se desenvolveu a partir dos soldados escravizados. Originalmente, os mamelucos eram escravizados de origem turca vindos das estepes eurasianas, mas, com o tempo, o sistema de escravidão militar se expandiu para incluir circassianos, abecásios, georgianos, armênios, russos, húngaros e povos dos Bálcãs, como albaneses, gregos e eslavos do sul. Também houve recrutamento de egípcios. O "Fenômeno Mameluco/Ghulam", como o historiador David Ayalon chamou a criação dessa classe específica de guerreiros, teve grande importância política e perdurou por quase mil anos, do século IX ao início do século XIX.
Com o passar do tempo, os mamelucos se tornaram uma poderosa classe militar de cavaleiros em várias sociedades muçulmanas controladas por dinastias árabes. Eles detinham poder político e militar, especialmente no Egito e na Síria, mas também no Império Otomano, no Levante, na Mesopotâmia e na Índia. Em alguns casos, alcançaram o posto de sultão, enquanto em outros exerciam poder regional como emires ou beis. O mais notável foi quando facções mamelucas tomaram o sultanato centrado no Egito e na Síria, formando o Sultanato Mameluco (1250-1517). O Sultanato Mameluco é famoso por ter derrotado o Ilcanato na Batalha de Ain Jalut, além de enfrentar os Cruzados europeus ocidentais entre 1154-1169 e 1213-1221, expulsando-os do Egito e do Levante. Em 1302, o Sultanato Mameluco expulsou formalmente os últimos cruzados do Levante, encerrando a era das Cruzadas.
Embora os mamelucos fossem comprados como propriedade, seu status estava acima dos escravos comuns, que não podiam portar armas ou realizar certas tarefas. No Egito, desde a dinastia aiúbida até a época de Maomé Ali do Egito, os mamelucos eram considerados "verdadeiros senhores" e "verdadeiros guerreiros", com um status social superior ao da população em geral no Egito e no Levante. De certa forma, eram como mercenários escravizados.

## Origens

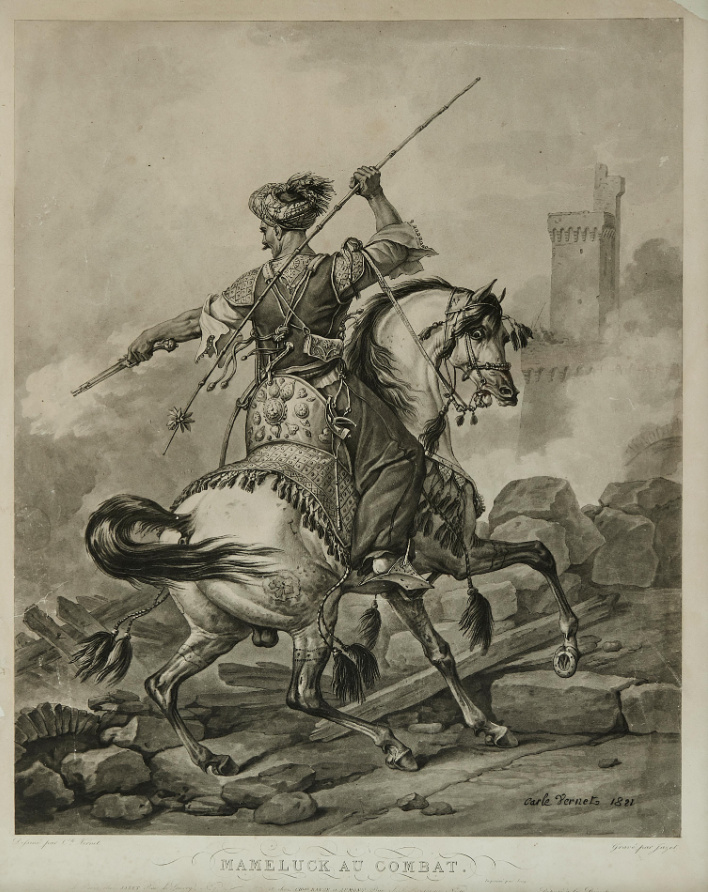
Desenho de 1810 de Carle Vernet retratando um mameluco egípcio

Daniel Pipes, Historiador e escritor norte-americano, argumenta que a primeira indicação da classe militar mameluca está enraizada na prática dos primeiros muçulmanos, como Zobair ibne Alauame e Otomão ibne Afane, que antes do Islã possuíam muitos escravos e praticavam a Mawla (a alforria islâmica de escravos). O exército dos zubairidas, sob o comando de Abd Allah ibn al-Zubayr, filho de Zobair, usou esses ex-escravos libertos durante a segunda guerra civil.
Enquanto isso, historiadores concordam que a implementação em massa de uma classe militar de escravos, como os mamelucos, começou a se desenvolver nas sociedades islâmicas a partir do Califado Abássida do século IX, com sede em Bagdá, sob o califa Almotácime. Até os anos 1990, acreditava-se amplamente que os primeiros mamelucos eram conhecidos como Ghilman ou Ghulam (termo amplamente sinônimo de escravos) e eram comprados pelos califas abássidas, especialmente por al-Muʿtaṣim (833-842).
No final do século IX, esses guerreiros escravos se tornaram o elemento dominante no exército. Conflitos entre os Ghilman e a população de Bagdá levaram o califa al-Muʿtaṣim a mudar sua capital para a cidade de Samarra, mas isso não foi suficiente para acalmar as tensões. Em 861, o califa al-Mutawakkil foi assassinado por alguns desses soldados escravos (veja Anarquia em Samarra).
Desde o início do século XXI, historiadores sugerem que havia uma distinção entre o sistema Mameluco e o sistema Ghilman (anterior), em Samarra, que não possuía treinamento especializado e se baseava em hierarquias preexistentes da Ásia Central. No sistema Ghilman, tanto escravos adultos quanto homens livres serviam como guerreiros. Já o sistema Mameluco se desenvolveu mais tarde, após o retorno do califado a Bagdá na década de 870, e incluía o treinamento sistemático de jovens escravos em habilidades militares. O sistema Mameluco é considerado um experimento em pequena escala de al-Muwaffaq, que buscava combinar a eficiência dos escravos como guerreiros com maior confiabilidade. Essa interpretação recente parece ter sido aceita.
Após a fragmentação do Império Abássida, escravos militares, conhecidos como mamelucos ou Ghilman, foram utilizados em todo o mundo islâmico como base de poder militar. O Califado Fatímida (909-1171) do Egito capturava à força jovens armênios, turcos, sudaneses e coptas para treiná-los como soldados escravos. Esses jovens formavam a maior parte do exército fatímida, e os governantes selecionavam os escravos mais valorizados para servir na administração. Um exemplo é o poderoso vizir Badr al-Jamali, que era um mameluco armênio. No Irã e no Iraque, a dinastia Búida utilizava escravos turcos em todo o seu império. O rebelde al-Basasiri, um mameluco, acabou abrindo caminho para o domínio seljúcida em Bagdá após tentar uma rebelião fracassada. Quando os abássidas posteriores recuperaram o controle militar sobre o Iraque, também confiaram nos Ghilman como seus guerreiros.
Sob Saladino e os aiúbidas do Egito, o poder dos mamelucos aumentou e, em 1250, eles reivindicaram o sultanato, governando como o Sultanato Mameluco. Ao longo do mundo islâmico, os governantes continuaram a utilizar guerreiros escravizados até o século XIX. O sistema de "devşirme" do Império Otomano, ou "recolhimento" de jovens escravos para os janízaros, durou até o século XVII. Regimes baseados no poder dos mamelucos prosperaram em províncias otomanas como o Levante e o Egito até o século XIX.

## História
Os mamelucos eram escravos que, geralmente, serviam a seus amos como pajens ou criados domésticos e que, eventualmente, eram usados como soldados pelos califas muçulmanos e pelo Império Otomano. Em alguns países, como no Egito, conquistaram o poder.
Os primeiros mamelucos serviram os califas abássidas em Bagdá no século IX. Os Abássidas recrutaram-nos das famílias não muçulmanas capturadas em áreas que incluem a atual Turquia, Europa de Leste e o Cáucaso.
O uso de não muçulmanos justifica-se  porque os governantes islâmicos, muitas vezes lidando com conflitos tribais e debatendo-se com as intrigas de que ibne Caldune nos relata para manter o poder, muitas vezes desejavam depender de tropas sem ligação com as estruturas (familiares e culturais) de poder estabelecidas. Também se pode justificar esta escolha em parte pelo argumento de que o Islão proibia que muçulmanos combatessem entre si (o que, naturalmente, era um argumento retórico, dado que, na verdade, os muçulmanos combateram entre si). Além disso, era uma estratégia vantajosa para os muçulmanos retirar os homens jovens e sadios às suas famílias e terras cristãs, adiando ou mesmo evitando levantes que ameaçassem a integridade territorial dos impérios islâmicos, conforme se viu no recrutamento compulsório de jovens cristãos para o treinamento de janízaros otomanos.
Como se disse, o principal motivo desta opção era político. Os guerreiros locais eram frequentemente mais fiéis aos sheiks tribais, às suas famílias ou nobres, do que ao sultão ou califa.
Se algum comandante militar local conspirasse contra o governante, era, frequentemente, impossível lidar com ele sem causar intranquilidade entre a nobreza ligada a esse comandante por laços familiares ou culturais.
As vantagens das tropas escravas é que eles eram estrangeiros, possuíam o estatuto mais baixo possível na sociedade e não podiam conspirar contra o governante sem correrem o risco de ser punidos.

## Governantes mamelucos
Após converterem-se ao Islão, os mamelucos deixavam de ser, tecnicamente, escravos e eram treinados como soldados de cavalaria. Apesar de não serem mais formalmente escravos, após receberem treinamento, eram obrigados a servir o sultão e mantidos por ele como uma força autónoma sob o seu comando directo para uso em caso de atritos entre tribos locais. Muitos mamelucos ascenderam a posições de influência no império. Com o tempo, tornaram-se uma casta militar poderosa e, em mais de uma ocasião, tomaram o poder para si mesmos, como, por exemplo, no Egito, de 1250 a 1517, e na Índia.
Na Índia, os governantes mamelucos foram:
- Cobadim Aibaque (1206–1210)
- Arã Xá (1210–1211)
- Xameçadim Iltutemis (1211–1236). Genro de Cobadim Aibaque.
- Roquonadim Firuz (1236). Filho de Iltutemis.
- Razia Sultana (1236–1240). Filha de Iltutemis.
- Muizadim Barã (1240–1242). Filho de Iltutemis.
- Alaudim Maçude (1242–1246). Filho de Roquonadim.
- Naceradim Mamude (1246–1266). Filho de Iltutemis.
- Guiaçadim Balbã (1266–1286). Ex-escravo, genro de Iltutemis.
- Muizadim Caicobado (1286–1290). Neto de Balbã e Naceradim.
- Caiumars (1290). Filho de Muiz ud din.